# Oshitani Yuki
Oshitani Yuki (押谷 祐樹 Oshitani Yūki, sinh ngày 23 tháng 9 năm 1989 ở Hamamatsu, Shizuoka) là một cầu thủ bóng đá người Nhật Bản hiện tại thi đấu cho Nagoya Grampus.

## Thống kê câu lạc bộ
Cập nhật đến ngày 23 tháng 2 năm 2018.
| Mùa giải | Câu lạc bộ      | Giải vô địch | Giải vô địch | Giải vô địch | Cúp Hoàng đế Nhật Bản | Cúp Hoàng đế Nhật Bản | J. League Cup | J. League Cup | Tổng cộng | Tổng cộng |
| Mùa giải | Câu lạc bộ      | Giải vô địch | Số trận      | Bàn thắng    | Số trận               | Bàn thắng             | Số trận       | Bàn thắng     | Số trận   | Bàn thắng |
| -------- | --------------- | ------------ | ------------ | ------------ | --------------------- | --------------------- | ------------- | ------------- | --------- | --------- |
| 2008     | Júbilo Iwata    | J1 League    | 0            | 0            | 0                     | 0                     | 0             | 0             | 0         | 0         |
| 2009     | Júbilo Iwata    | J1 League    | 0            | 0            | 0                     | 0                     | 1             | 0             | 1         | 0         |
| 2009     | FC Gifu         | J2 League    | 15           | 1            | 0                     | 0                     | -             | -             | 15        | 1         |
| 2010     | FC Gifu         | J2 League    | 29           | 9            | 1                     | 0                     | -             | -             | 30        | 9         |
| 2011     | FC Gifu         | J2 League    | 33           | 9            | 1                     | 0                     | -             | -             | 34        | 9         |
| 2012     | Júbilo Iwata    | J1 League    | 4            | 0            | 1                     | 1                     | 5             | 0             | 10        | 1         |
| 2013     | Fagiano Okayama | J2 League    | 35           | 9            | 1                     | 0                     | -             | -             | 36        | 9         |
| 2014     | Fagiano Okayama | J2 League    | 35           | 11           | 1                     | 0                     | -             | -             | 36        | 11        |
| 2015     | Fagiano Okayama | J2 League    | 35           | 9            | 0                     | 0                     | -             | -             | 35        | 9         |
| 2016     | Fagiano Okayama | J2 League    | 35           | 14           | 1                     | 0                     | -             | -             | 36        | 14        |
| 2017     | Nagoya Grampus  | J2 League    | 16           | 1            | 2                     | 1                     | -             | -             | 18        | 2         |
| Tổng     | Tổng            | Tổng         | 237          | 63           | 8                     | 2                     | 6             | 0             | 251       | 65        |